# Strange Little Birds
Strange Litte Birds ist das sechste Studioalbum der amerikanisch-schottischen Rockband Garbage. Es erschien am 10. Juni 2016 und wurde von der Band auf deren eigenem Label Stunvolume produziert.

## Titelliste
1. Sometimes – 2:52
2. Empty – 3:55
3. Blackout – 6:32
4. If I Lost You – 4:12
5. Night Drive Loneliness – 5:24
6. Even Though Our Love Is Doomed – 5:26
7. Magnetized – 3:55
8. We Never Tell – 4:25
9. So We Can Stay Alive – 6:01
10. Teaching Little Fingers To Play – 3:58
11. Amends – 6:04

Auf der LP ist noch ein Bonustrack enthalten:
1. FWY (Fucking With You) – 4:44

## Rezeption
| Professionelle Bewertungen | Professionelle Bewertungen |
| -------------------------- | -------------------------- |
| Kritiken                   |                            |
| Quelle                     | Bewertung                  |
| Rolling Stone              | [ 1 ]                      |
| Musikexpress               | [ 2 ]                      |
| NME                        | [ 3 ]                      |
| Spin                       | [ 4 ]                      |

Das Album wurde von Kritikern überwiegend positiv aufgenommen. Theon Weber von spin.com bewertet das Album als das beste Garbage-Album seit Version 2.0.
Stephan Rehm von musikexpress.de bemängelt, dass das Album überproduziert wirke: „Eine zu drei Vierteln aus Produzenten bestehende Gruppe neigt eben zu Überproduktion“, hebt jedoch hervor, dass „sich diese Musik jetzt sogar wieder nach Bock anhört“ und Strange Little Birds ein Album sei „auf das sie stolz sein können“.